# Daniel Svensson
 Daniel Svensson  (nacido el 20 de noviembre de 1977 en Gotemburgo, Suecia) exbaterista y exmiembro  de la banda sueca In Flames, y el baterista/vocalista de la banda Sacrilege GBG. En 1998 abandona Sacrilege GBG, para incorporarse a In Flames y así ocupar el puesto creado cuando Björn Gelotte paso de la batería a la guitarra. El primer disco de In Flames junto con él y Peter Iwers fue Colony, y fue publicado el siguiente año. Daniel se reincorporó a Sacrilege GBG en el 2006.

## Equipo
Batería Tama Starclassic Bubinga
- 16"x22" Bombo
- 16"x22" Bombo
- 5.5"x14' Caja

Tama Starclassic Maple
- 9"x12" Tom Toms
- 10"x13" Tom Toms
- 16"x16" Tom de piso
- 16"x18" Tom de piso

Tama hardware: 
- Pedales Iron Cobra Power Glide
- Iron Cobra Lever Glide Hi-Hat Stand
- 1st Chair Ergo-Rider Drum Throne[1]

Platos/Platillos Meinl Percussion:
- 12“ Mb20 Rock Splash
- 14“ Mb20 Heavy Soundwave Hihat
- 16“ Mb20 Heavy Crash
- 10“ Mb20 Rock Splash
- 18“ Mb20 Heavy Crash
- 22“ Mb20 Heavy Bell Ride
- 18“ Mb20 Rock China
- 18“ Mb20 Heavy Crash
- 16“ Mb20 Heavy Crash
- 8“  Classics Bell Effect Cymbal

Baquetas Pro-Mark

## Discografía
| Banda         | Año de lanzamiento | Título                        | Discográfica      |
| Sacrilege     | 1995               | To Where Light Can't Reach    |                   |
| Sacrilege     | 1995               | ...And Autumn Failed          |                   |
| Sacrilege     | 1996               | Lost In The Beauty You Slay   | Black Sun Records |
| Sacrilege     | 1997               | The Fifth Season              | Black Sun Records |
| In Flames     | 1999               | Colony                        | Nuclear Blast     |
| In Flames     | 2000               | Clayman                       | Nuclear Blast     |
| In Flames     | 2001               | The Tokyo Showdown            | Nuclear Blast     |
| In Flames     | 2002               | Reroute To Remain             | Nuclear Blast     |
| In Flames     | 2003               | Trigger (EP)                  | Nuclear Blast     |
| In Flames     | 2004               | Soundtrack To Your Escape     | Nuclear Blast     |
| In Flames     | 2006               | Come Clarity                  | Nuclear Blast     |
| In Flames     | 2008               | A Sense of Purpose            | Nuclear Blast     |
| In Flames     | 2011               | Sounds of a Playground Fading | Century Media     |
| In Flames     | 2014               | Siren Charms                  | Sony Music        |
| Sacrilege GBG | TBA                | A Matter Of Dark              |                   |